# Cercle Brugge in het seizoen 2020/21
De Belgische voetbalploeg Cercle Brugge KSV speelt in 2020-2021 het 81e seizoen in de Eerste klasse (A). Vanaf 1900-1901 waren er voor Cercle 121 voetbalseizoenen: de vereniging trad 81 seizoenen aan op het hoogste niveau, 32 seizoenen op een lager niveau en er waren 8 oorlogsseizoenen. Cercle speelde 71,7% van zijn seizoenen op het hoogste niveau.

## Spelerskern
| No.           | Naam                    | Nationaliteit         | Geboortedatum | Vorige club                               |
| ------------- | ----------------------- | --------------------- | ------------- | ----------------------------------------- |
| Keepers       |                         |                       |               |                                           |
| 1             | Thomas Didillon         | Frankrijk             | 28/11/1995    | RSC Anderlecht (zomertransfer)            |
| 16            | Miguel Van Damme        | België                | 25/09/1993    | Eigen jeugd                               |
| 18            | Merveille Goblet        | België                | 20/11/1994    | Waasland-Beveren                          |
| 21            | Warleson                | Brazilië              | 31/08/1996    | Sampaio Corrêa FC                         |
| 89            | Sébastien Bruzzese      | België                | 01/03/1989    | KV Kortrijk                               |
| Verdedigers   |                         |                       |               |                                           |
| 2             | Vitinho                 | Brazilië              | 23/07/1999    | Cruzeiro EC                               |
| 3             | David Bates             | Schotland             | 05/10/1996    | Hamburger SV (gehuurd)                    |
| 4             | Jérémy Taravel          | Frankrijk             | 17/04/1987    | AA Gent                                   |
| 8             | Robbe Decostere         | België                | 08/05/1998    | Eigen jeugd (was verhuurd aan AFC Tubize) |
| 15            | Strahinja Pavlović      | Servië                | 24/05/2001    | AS Monaco                                 |
| 17            | Serge-Philippe Raux-Yao | Ivoorkust             | 30/05/1999    | AJ Auxerre (zomertransfer)                |
| 19            | Dimitar Velkovski       | Bulgarije             | 22/01/1995    | Slavia Sofia                              |
| 24            | Jean Marcelin           | Frankrijk             | 12/02/2000    | AS Monaco (gehuurd)                       |
| 25            | Alexander Corryn        | België                | 03/01/1994    | KV Mechelen (zomertransfer)               |
| 32            | Arne Cassaert           | België                | 20/11/2000    | Eigen jeugd                               |
| 41            | Giulian Biancone        | Frankrijk             | 31/03/2000    | AS Monaco (gehuurd)                       |
| Middenvelders |                         |                       |               |                                           |
| 6             | Aldom Deuro             | Mali                  | 20/12/2000    | Eigen jeugd                               |
| 14            | Charles Vanhoutte       | België                | 16/09/1998    | Eigen jeugd (was verhuurd aan AFC Tubize) |
| 20            | Kévin Hoggas            | Frankrijk             | 16/11/1991    | Bourg-en-Bresse                           |
| 26            | Calvin Dekuyper         | België                | 24/02/2000    | Eigen jeugd                               |
| 28            | Hannes Van der Bruggen  | België                | 1/4/1993      | KV Kortrijk                               |
| 34            | Thibo Somers            | België                | 16/03/1999    | Eigen jeugd                               |
| 42            | Leonardo Da Silva Lopes | Portugal              | 30/11/1998    | Hull City AFC (zomertransfer)             |
| 44            | Andi Koshi              | België                | 17/02/2001    | PSV                                       |
| 98            | Franck Kanouté          | Senegal               | 13/12/1998    | Delfino Pescara (zomertransfer)           |
| Aanvallers    |                         |                       |               |                                           |
| 7             | Kylian Hazard           | België                | 05/08/1995    | Chelsea FC                                |
| 9             | Iké Ugbo                | Engeland              | 21/09/1998    | Roda JC Kerkrade (gehuurd van Chelsea)    |
| 10            | Dino Hotić              | Bosnië en Herzegovina | 26/07/1995    | NK Maribor                                |
| 11            | Anthony Musaba          | Nederland             | 06/12/2000    | N.E.C. (gehuurd van AS Monaco)            |
| 12            | Kévin Denkey            | Togo                  | 30/11/2000    | Nîmes Olympique                           |
| 23            | Olivier Deman           | België                | 06/04/2000    | Eigen jeugd                               |

### Tussentijds vertrokken spelers
Onderstaande spelers zijn tijdens het seizoen 2020/21 vertrokken bij Cercle Brugge, definitief dan wel op huurbasis.
| No. | Naam          | Nationaliteit     | Geboortedatum | Vorige club     | Reden vertrek                              |
| --- | ------------- | ----------------- | ------------- | --------------- | ------------------------------------------ |
| 5   | Naomichi Ueda | Japan             | 24/10/1994    | Kashima Antlers | in januari vertrokken naar Nîmes Olympique |
| 9   | Guy Mbenza    | Congo-Brazzaville | 01/04/2000    | Stade Tunisien  | In oktober verkocht aan Antwerp FC.        |
| 15  | Johanna Omolo | Kenia             | 31/07/1989    | Antwerp FC      | in januari vertrokken naar Erzurumspor     |
| 28  | Alimami Gory  | Frankrijk         | 30/08/1996    | Le Havre        | In oktober verhuurd aan ES Troyes AC.      |

## Technische staf
- Hoofdtrainer:  Yves Vanderhaeghe
- Hulptrainer:  Thomas Buffel
- Fysieke coach:  Eddie Lattimore
- Keepertrainer:  Dany Verlinden
- Head of Analysis:  Stuart Metcalf
- Teammanager:  Sven Vandendriessche

## Raad van Bestuur
- Voorzitter:  Vincent Goemaere
- Gedelegeerd bestuurder:  Oleg Petrov
- Bestuurder:  Viacheslav Ivanov
- Bestuurder:  Thomas Tousseyn
- Bestuurder:  Kathleen Dewulf

## Competities

### Reguliere competitie

#### Speeldagen
| Datum      | Speeldag | Thuisploeg       | Bezoekers        | Score | Scoreverloop | Punten |
| ---------- | -------- | ---------------- | ---------------- | ----- | --- | ------ |
| 08-08-2020 | 1        | Standard Luik    | Cercle Brugge    | 1 – 0 | 1 – 0 Bastien | 0      |
| 16-08-2020 | 2        | Cercle Brugge    | Antwerp          | 2 – 1 | 0 – 1 Gerkens, 1 – 1 Mbenza, 2 – 1 Mbenza                                                                             | 3      |
| 22-08-2020 | 3        | KV Mechelen      | Cercle Brugge    | 2 – 3 | 1 – 0 Togui, 1 – 1 Ugbo, 1 – 2 Hotić, 2 – 2 Vranckx, 2 – 3 Somers                                                     | 6      |
| 29-08-2020 | 4        | Cercle Brugge    | KV Kortrijk      | 0 – 1 | 0 – 1 Selemani | 6      |
| 13-09-2020 | 5        | Anderlecht       | Cercle Brugge    | 2 – 0 | 1 – 0 (pen.) Nmecha, 2 – 0 Murillo                                                                                    | 6      |
| 21-09-2020 | 6        | Cercle Brugge    | STVV             | 3 – 0 | 1 – 0 Hotić, 2 – 0 (pen.) Ugbo, 3 – 0 Vitinho                                                                         | 9      |
| 27-09-2020 | 7        | Club Brugge      | Cercle Brugge    | 2 – 1 | 1 – 0 Diatta, 1 – 1 Musaba, 2 – 1 Deli                                                                                | 9      |
| 03-10-2020 | 8        | KAS Eupen        | Cercle Brugge    | 1 – 2 | 0 – 1 Hazard, 1 – 1 Ngoy, 1 – 2 Musaba                                                                                | 12     |
| 17-10-2020 | 9        | Cercle Brugge    | AA Gent          | 5 – 2 | 1 – 0 Kanouté, 1 – 1 Hanche-Olsen, 2 – 1 Hotić (pen), 3 – 1 Ugbo, 3 – 2 Jaremtsjoek (pen), 4 – 2 Ugbo, 5 – 2 Marcelin | 15     |
| 31-10-2020 | 11       | Charleroi        | Cercle Brugge    | 3 – 0 | 1 – 0 Gholizadeh, 2 – 0 Berahino, 3 – 0 Nicholson                                                                     | 15     |
| 08-11-2020 | 12       | Cercle Brugge    | Zulte Waregem    | 1 – 3 | 0 – 1 Chorý, 0 – 2 Bruno, 1 – 2 Ugbo, 1 – 3 Bruno                                                                     | 15     |
| 21-11-2020 | 13       | Waasland-Beveren | Cercle Brugge    | 0 – 2 | 0 – 1 Ugbo, 0 – 2 Ugbo                                                                                                | 18     |
| 25-11-2020 | 10       | Cercle Brugge    | Excel Moeskroen  | 1 – 2 | 1 – 0 Musaba, 1 – 1 Silvestre, 1 – 2 Gnohéré (pen)                                                                    | 18     |
| 28-11-2020 | 14       | Cercle Brugge    | KRC Genk         | 1 – 5 | 0 – 1 Onuachu, 0 – 2 Ito, 0 – 3 Heynen, 0 – 4 Onuachu, 1 – 4 Hotić, 1 – 5 Bongonda                                    | 18     |
| 05-12-2020 | 15       | OH Leuven        | Cercle Brugge    | 2 – 1 | 1 – 0 Sowah, 2 – 0 Henry, 2 – 1 Ugbo                                                                                  | 18     |
| 12-12-2020 | 16       | Cercle Brugge    | KV Oostende      | 0 – 1 | 0 – 1 Vandendriessche                                                                                                 | 18     |
| 13-01-2021 | 17       | Beerschot        | Cercle Brugge    | 1 – 1 | 1 – 0 Suzuki, 1 – 1 Musaba                                                                                            | 19     |
| 15-12-2020 | 18       | Cercle Brugge    | Charleroi        | 3 – 4 | 1 – 0 Ugbo, 2 – 0 Ugbo, 2 – 1 Gholizadeh, 2 – 2 Nicholson, 2 – 3 Morioka, 3 – 3 Musaba, 3 – 4 Bruno                   | 18     |
| 26-12-2020 | 19       | Zulte Waregem    | Cercle Brugge    | 1 – 0 | 1 – 0 Dompé | 18     |
| 17-01-2021 | 20       | Cercle Brugge    | Standard Luik    | 0 – 1 | 0 – 1 Lestienne | 19     |
| 23-01-2021 | 21       | KV Kortrijk      | Cercle Brugge    | 1 – 2 | 0 – 1 Ugbo, 0 – 2 Pavlović, 1 – 2 Makarenko                                                                           | 22     |
| 28-01-2021 | 22       | Cercle Brugge    | Club Brugge      | 1 – 2 | 1 – 0 Musaba, 1 – 1 Mechele, 1 – 2 Lang                                                                               | 22     |
| 31-01-2021 | 23       | STVV             | Cercle Brugge    | 3 – 0 | 1 – 0 Brüls, 2 – 0 Teixeira, 3 – 0 Durkin                                                                             | 22     |
| 06-02-2021 | 24       | Cercle Brugge    | KV Mechelen      | 0 – 1 | 0 – 1 De Camargo | 22     |
| 20-01-2021 | 25       | Antwerp          | Cercle Brugge    | 1 – 0 | 1 – 0 Lamkel Zé | 19     |
| 14-02-2021 | 26       | Cercle Brugge    | Anderlecht       | 0 – 0 | | 23     |
| 20-02-2021 | 27       | Excel Moeskroen  | Cercle Brugge    | 1 – 2 | 0 – 1 Ugbo, 0 – 2 Denkey, 1 – 2 Lepoint                                                                               | 26     |
| 27-02-2021 | 28       | Cercle Brugge    | Waasland-Beveren | 2 – 0 | 1 – 0 Da Silva Lopes, 2 – 0 Denkey                                                                                    | 29     |
| 07-03-2021 | 29       | KRC Genk         | Cercle Brugge    | 2 – 0 | 1 – 0 Onuachu, 2 – 0 Ito                                                                                              | 29     |
| 09-01-2021 | 30       | Cercle Brugge    | KAS Eupen        | 1 – 2 | 1 – 0 Hoggas, 1 – 1 Prevljak, 1 – 2 Prevljak                                                                          | 18     |
| 21-03-2021 | 31       | AA Gent          | Cercle Brugge    | 1 – 0 | 1 – 0 Castro-Montes                                                                                                   | 29     |
| 04-04-2021 | 32       | Cercle Brugge    | Beerschot        | 2 – 1 | 1 – 0 Biancone, 2 – 0 (pen.) Ugbo, 2 – 1 Van den Bergh                                                                | 32     |
| 10-04-2021 | 33       | Cercle Brugge    | OH Leuven        | 3 – 0 | 1 – 0 Ugbo, 2 – 0 Ugbo, 3 – 0 Taravel                                                                                 | 35     |
| 18-04-2021 | 34       | KV Oostende      | Cercle Brugge    | 1 – 1 | 0 – 1 Ugbo, 1 – 1 Kvasina                                                                                             | 36     |

#### Overzicht
| Speeldag  | 1  | 2 | 3 | 4 | 5  | 6 | 7 | 8  | 9  | 10 | 11 | 12 | 13 | 14 | 15 | 16 | 17 | 18 | 19 | 20 | 21 | 22 | 23 | 24 | 25 | 26 | 27 | 28 | 29 | 30 | 31 | 32 | 33 | 34 |
| --------- | -- | - | - | - | -- | - | - | -- | -- | -- | -- | -- | -- | -- | -- | -- | -- | -- | -- | -- | -- | -- | -- | -- | -- | -- | -- | -- | -- | -- | -- | -- | -- | -- |
| Resultaat | v  | w | w | v | v  | w | v | w  | w  | v  | v  | v  | w  | v  | v  | v  | g  | v  | v  | v  | w  | v  | v  | v  | v  | g  | w  | w  | v  | v  | v  | w  | w  | g  |
| Punten    | 0  | 3 | 6 | 6 | 6  | 9 | 9 | 12 | 15 | 18 | 15 | 15 | 18 | 18 | 18 | 18 | 19 | 18 | 18 | 19 | 22 | 22 | 22 | 22 | 19 | 23 | 26 | 29 | 29 | 18 | 29 | 32 | 35 | 36 |
| Positie   | 17 | 9 | 4 | 7 | 10 | 7 | 9 | 8  | 6  | 9  | 9  | 10 | 9  | 10 | 12 | 13 | 16 | 13 | 17 | 17 | 17 | 17 | 17 | 17 | 18 | 18 | 16 | 16 | 17 | 17 | 17 | 16 | 16 | 16 |

#### Klassement
| Pos | Team               | Wed | W  | G  | V  | Ptn | DV | DT | +/− |      |
| --- | ------------------ | --- | -- | -- | -- | --- | -- | -- | --- | ---- |
| 1   | Club Brugge        | 34  | 24 | 4  | 6  | 76  | 73 | 26 | +47 | PO 1 |
| 2   | Antwerp FC         | 34  | 18 | 6  | 10 | 60  | 57 | 48 | +9  | PO 1 |
| 3   | RSC Anderlecht     | 34  | 15 | 13 | 6  | 58  | 51 | 34 | +17 | PO 1 |
| 4   | KRC Genk           | 34  | 16 | 8  | 10 | 56  | 67 | 48 | +19 | PO 1 |
| 5   | KV Oostende        | 34  | 15 | 8  | 11 | 53  | 49 | 41 | +8  | PO 2 |
| 6   | Standard Luik      | 34  | 13 | 11 | 10 | 50  | 52 | 41 | +11 | PO 2 |
| 7   | KAA Gent           | 34  | 14 | 7  | 13 | 49  | 55 | 42 | +13 | PO 2 |
| 8   | KV Mechelen        | 34  | 13 | 9  | 12 | 48  | 54 | 54 | 0   | PO 2 |
| 9   | Beerschot VA       | 34  | 14 | 5  | 15 | 47  | 58 | 64 | −6  |      |
| 10  | SV Zulte Waregem   | 34  | 14 | 4  | 16 | 46  | 53 | 69 | −16 |      |
| 11  | OH Leuven          | 34  | 12 | 9  | 13 | 45  | 54 | 59 | −5  |      |
| 12  | KAS Eupen          | 34  | 10 | 13 | 11 | 43  | 44 | 55 | −11 |      |
| 13  | Sporting Charleroi | 34  | 11 | 9  | 14 | 42  | 46 | 49 | −3  |      |
| 14  | KV Kortrijk        | 34  | 11 | 6  | 17 | 39  | 44 | 57 | −13 |      |
| 15  | STVV               | 34  | 10 | 8  | 16 | 38  | 41 | 52 | −11 |      |
| 16  | Cercle Brugge      | 34  | 11 | 3  | 20 | 36  | 40 | 51 | −11 |      |
| 17  | Waasland-Beveren   | 34  | 8  | 7  | 19 | 31  | 44 | 70 | −26 |      |
| 18  | Excel Moeskroen    | 34  | 7  | 10 | 17 | 31  | 32 | 54 | −22 |      |

PO 1: Champions play-off, PO 2: Europa League play-off, : Testwedstrijden voor degradatie tegen tweede uit eerste klasse B, : Degradeert na dit seizoen naar eerste klasse B

### Beker van België
| Datum      | Ronde | Thuisploeg    | Bezoekers     | Score | Doelpunten                                                                             |
| ---------- | ----- | ------------- | ------------- | ----- | -------------------------------------------------------------------------------------- |
| 03/02/2021 | 1/16e | OH Leuven     | Cercle Brugge | 2 – 3 | 1 – 0 (pen.) Hotić, 1 – 1 Maertens, 1 – 2 Marcelin, 1 – 3 (pen.) Taravel, 2 – 3 Hubert |
| 09/02/2021 | 1/8e  | Cercle Brugge | KV Oostende   | 3 – 1 | 0 – 1 Bätzner, 1 – 1 Deman, 2 – 1 Denkey, 3 – 1 Ugbo                                   |
| 03/03/2021 | 1/4e  | Anderlecht    | Cercle Brugge | 1 – 0 | 1 – 0 Nmecha                                                                           |